# Linia kolejowa Frankfurt – Göttingen
Linia kolejowa Frankfurt – Göttingen – główna linia kolejowa, biegnącej z północy na południe, w Niemczech. Jest to część starego korytarza kolejowego Północ-Południe pociągów InterCity, kursujących tą trasą do 1991. Dziś jest używana głównie przez pociągi towarowe, a także pociągi regionalne i nocne pociągi pasażerskie. Linia ma długość 80,5 km i przebiega przez dwa kraje związkowe: Hesję i Dolną Saksonię.